# Personalvertretungsgesetz
Die Personalvertretungsgesetze (PersVG) regeln die Wahl, Zuständigkeit, Pflichten und Befugnisse der Personalvertretungen. Personalvertretungen sind die Personalräte, die Bezirks-, Gesamt- und  Hauptpersonalräte sowie die Jugend- und Auszubildendenvertretungen im öffentlichen Dienst.
Die Gesetzgebungskompetenz für das Landespersonalvertretungsrecht liegt bei den Ländern. Diese haben jedoch die „Rahmenvorschriften für die Landesgesetzgebung“ bzw. die „unmittelbar für die Länder geltenden Vorschriften“ im zweiten Teil des BPersVG zu beachten. Jedes Bundesland hat daher ein eigenes Landespersonalvertretungsgesetz (in Schleswig-Holstein Mitbestimmungsgesetz genannt), das für die Beschäftigten von Einrichtungen der Länder, der Gemeinden und Gemeindeverbände sowie für weitere dem jeweiligen Land unterstehende Körperschaften, Anstalten und Stiftungen des öffentlichen Rechts gilt.
Daneben gibt es das Bundespersonalvertretungsgesetz für die Beschäftigten von Einrichtungen der Bundesverwaltung und die bundesweit tätigen Sozialversicherungen. So gilt das BPersVG etwa auch in den Gemeinsamen Einrichtungen der Kommunen und der Bundesagentur für Arbeit, den Jobcentern. Das BPersVG wurde 2021 novelliert mit zahlreichen Neuerungen.
In der DDR galt das Gesetz zur sinngemäßen Anwendung des Bundespersonalvertretungsgesetzes (BPersVG) – Personalvertretungsgesetz – der Deutschen Demokratischen Republik vom 22. Juli 1990 und konnte nach Festlegungen des Einigungsvertrages noch bis zum 31. Mai 1993 im Beitrittsgebiet Anwendung finden.
Der Personalrat ist von seiner Wahl und seinen Aufgaben vergleichbar mit dem Betriebsrat, der die betrieblichen Interessen der Beschäftigten außerhalb des öffentlichen Dienstes, also in der Privatwirtschaft, d. h. in Unternehmen in der Rechtsform des Zivilrechts wahrnimmt. Dessen Tätigkeit ist im Betriebsverfassungsgesetz verankert.

### Deutschland
- Bundespersonalvertretungsgesetz 2023 (BPersVG), Synopse zum BPersVG zur Novelle 2021, (Text der Wahlordnung zum Bundespersonalvertretungsgesetz und Leitfaden)
- Landespersonalvertretungsgesetz Baden-Württemberg 2023 (LPVG) (Wahlordnung LPVGWO 2015 und Leitfaden)
- Bayerisches Personalvertretungsgesetz 2023 (BayPVG) (WO-BayPVG 2010 und Leitfaden)
- Personalvertretungsgesetz Berlin 2024 (PersVG) (Wahlordnung 2008 und  Leitfaden)
- Personalvertretungsgesetz für das Land Brandenburg 2024 (PersVG) (Wahlordnung 2017 und Leitfaden)
- Bremisches Personalvertretungsgesetz 2024 (BremPersVG) (Wahlordnung 2016)
- Hamburgisches Personalvertretungsgesetz 2025 (HmbPersVG) (Wahlordnung und Leitfaden)
- Hessisches Personalvertretungsgesetz 2024 (HPVG) (Wahlordnung 2015 und Leitfaden)
- Personalvertretungsgesetz für das Land Mecklenburg-Vorpommern 2024 (PersVG) (Wahlordnung)
- Niedersächsisches Personalvertretungsgesetz 2023 (NPersVG) (Wahlordnung 2015)
- Personalvertretungsgesetz für das Land Nordrhein-Westfalen 2023 (LPVG) (Wahlordnung 2017 und Leitfaden)
- Landespersonalvertretungsgesetz Rheinland-Pfalz 2024 (LPersVG) (Wahlordnung 2018  und Leitfaden)
- Personalvertretungsgesetz Saarland 2024 (SPersVG) (Wahlordnung 2015)
- Sächsisches Personalvertretungsgesetz 2018 (SächsPersVG), Sächsische Personalvertretungswahlenverordnung (Leitfaden)
- Landespersonalvertretungsgesetz Sachsen-Anhalt 2024 (PersVG LSA) (Wahlordnung 2015 und Kommentierung)
- Mitbestimmungsgesetz Schleswig-Holstein 2023 (MBG Schl.-H.) (Wahlordnung 2013)
- Thüringer Personalvertretungsgesetz 2024  (ThürPersVG) (Wahlordnung 2019)

### Österreich
- Bundes-Personalvertretungsgesetz (Österreich)